# حسن هوساوي
حسن صالح هوساوي مواليد 13 ديسمبر 1996 في السعودية، هو لاعب كرة قدم سعودي.

## مسيرة اللاعب
لعب في نادي الاتفاق في الفئات السنية و لعب بعدها مع نادي الخليج ونادي البكيرية ونادي جدة ونادي وج.

## وصلات خارجية
- حسن هوساوي على موقع Soccerway.com (الإنجليزية)